# Alianza PLC
La Alianza PLC es una coalición de varios partidos políticos de Nicaragua que se formó para las elecciones municipales del 9 de noviembre de 2008 con la intención de derrotar al oficialista Frente Sandinista de Liberación Nacional (FSLN) del presidente Daniel Ortega. Sus tendencias son de derecha, centroderecha, centroizquierda e izquierda iguales a las que tuvo la extinta Unión Nacional Opositora (UNO) de 1989-1992.

## Fundación
A inicios del año 2008 el Partido Liberal Constitucionalista (PLC) junto con el Camino Cristiano Nicaragüense (CCN) se coaligaron junto con el Movimiento Vamos con Eduardo (MVCE), el Partido Liberal Independiente (PLI) y el Movimiento Democrático Nicaragüense (MDN). Entre los meses de julio y octubre se les unieron los partidos Acción Nacional Conservadora (ANC), Partido de Acción Nacional (PAN), Partido Socialista Nicaragüense (PSN), Partido Comunista de Nicaragua (PC de N), Partido Conservador (PC), Movimiento Renovador Sandinista (MRS) –a estos dos últimos partidos les fue quitada su personería jurídica por el Consejo Supremo Electoral (CSE),– las facciones mayoritarias de la Alianza Liberal Nicaragüense (ALN), Partido Resistencia Nicaragüense (PRN), YATAMA y Partido Social Cristiano (PSC). Los candidatos a alcalde y vicealcalde de Managua, la capital, fueron Eduardo Montealegre Callejas (de la ALN y excandidato presidencial de dicho partido en las elecciones presidenciales del 5 de noviembre de 2006) y Enrique Quiñónez Tuckler (del PLC), respectivamente; el lema de la alianza fue: Todos contra Ortega aludiendo a la unión de las fuerzas democráticas antiortegistas, en una forma similar a la que tuvieron la UNO contra Ortega de 1989-1990 y la oficialista Concertación de Partidos por la Democracia, de Chile, contra el dictador Augusto Pinochet en aquellos años.
Como rivales tenían al ex tricampeón de boxeo Alexis Argüello y a la periodista Daysi Torres, candidatos a la alcaldía y vicealcaldía por el FSLN y la Convergencia Nacional (unión de partidos coaligados con el oficialismo) integrada por la Alianza Popular Conservadora (APC), Partido Liberal Nacionalista (PLN, el mismo de la familia Somoza que gobernó el país hasta 1979), Movimiento de Acción Popular Marxista-Leninista (MAP-ML), Unión Demócrata Cristiana (UDC), Movimiento de Unidad Cristiana (MUC), algunos disidentes del PLC, facciones minoritarias del Movimiento Renovador Sandinista (MRS), Partido Resistencia Nicaragüense (PRN), Partido Social Cristiano (PSC) y YATAMA.

## Protesta por profanación
El 27 de agosto del mismo año los candidatos a alcalde y vicealcalde de Managua por la Alianza PLC (Montealegre y Quiñónez) protestaron contra el FSLN por el sacrilegio que el gobierno del presidente Daniel Ortega hace al colocar, desde el año 2007, gigantescos rótulos de propaganda de su gobierno y su partido oficialista en las 6 columnas de la fachada principal de la Antigua Catedral de Managua –dañada por el terremoto que destruyó la capital el 23 de diciembre de 1972– que da a la Plaza de la República o Plaza de la Revolución. 

## Las elecciones de 2008
Debido a que el primer domingo de noviembre cayó en 2 de noviembre (Día de los Fieles Difuntos) la Asamblea Nacional de Nicaragua reformó la Constitución Política para pasar la fecha de esos comicios al segundo domingo de ese mes (9 de noviembre), pues las elecciones municipales y generales se hacen el primer domingo de ese mes, debido a que la gente no podía estar en los centros de votación por estar visitando los cementerios.
Durante la campaña electoral (de septiembre a octubre) se dieron algunos enfrentamientos entre simpatizantes y militantes del PLC y el FSLN, los cuales causaron varios heridos, sobre todo de la Alianza PLC, cuando las turbas sandinistas compuestas por los Consejos del Poder Ciudadano (CPC, llamados despectivamente por los opositores como cepesapos) agredieron con piedras y palos a los miembros de la coalición opositora cuando pasaban en caravanas. Del 3 al 5 de noviembre los automóviles de la caravana de Eduardo Montealegre fueron atacados por los CPC al pasar por los distritos 2, 3, 4, 5 y 6 que son las zonas en que está dividida Managua.
El 9 se efectuaron las elecciones con irregularidades y sin observadores electorales de organismos nacionales (como Ética y Transparencia) e internacionales (como el Centro Carter y la Organización de los Estados Americanos, OEA). La mayoría de los centros de votación cerraron entre las 4 y las 5 p. m. cuando todavía había personas votando; el Consejo Supremo Electoral en la madrugada del día siguiente anunció la victoria del FSLN en 105 municipios sin enseñar las actas de los resultados de las Juntas Receptoras de Votos (JRV) y los partidos opositores miembros de la coalición lo denunciaron como fraude electoral, pues los fiscales opositores fueron expulsados de las JRV al momento del escrutinio y sin observadores internacionales, excepto los afines a la ideología del FSLN.

## Violencia electoral
En la mañana del día siguiente 10 de noviembre una marcha multitudinaria de la Alianza PLC salió desde su casa de campaña, ubicada en la pista By Pass Sur contiguo al centro comercial Nejapa, hasta los semáforos de ENEL y durante el trayecto los marchistas fueron agredidos por los sandinistas y pandilleros frente al Centro Cívico y el centro comercial Zumen, allí varios liberales fueron heridos por piedras y hasta por balas, pues también agredieron a pedradas a los militantes del partido oficialista; la marcha se desvió, por órdenes de la Policía Nacional, en los semáforos de ENEL entrando a la Avenida Bolívar y giraron hacia el oeste por la Calle 27 de Mayo (enfrentando a otra turba) hasta llegar al Reparto Las Palmas donde está una de las sedes del CSE. En el Reparto El Carmen los liberales y sus aliados apedrearon la casa de Edén Pastora quien se unió al FSLN en agosto.
Los simpatizantes y militantes de la Alianza PLC desbarataron los cubículos hechos por el gobierno central para los vendedores ambulantes, destruyeron la propaganda rojinegra de Alexis Argüello y los altoparlantes de los CPC. Al anochecer del día siguiente 11 de noviembre la casa de campaña de la coalición fue atacada con cócteles molotov, morteros (petardos) y piedras por turbas del FSLN hasta que llegó la Brigada Antimotines de la Policía, la cual disparó balas de goma y bombas de gas lacrimógeno contra los CPC. También se registró violencia en algunos municipios del país. Durante la semana siguiente la alianza opositora intentó marchar en la ciudad de León y en la capital pero fue impedido por el oficialismo; finalmente el 21 le fue adjudicada la victoria a Alexis Argüello por el CSE y se le juramentó, junto con otras autoridades municipales, el 14 de enero de 2009 en la capital. 